# Asia Artist Awards
Asia Artist Awards (en hangul, 아시아 아티스트 어워즈), también conocidos como AAA, es una ceremonia de premios organizada por el periódico empresarial Money Today, con sede en Corea del Sur, y sus marcas de medios globales StarNews y MTN. Premia los logros sobresalientes y las contribuciones internacionales de artistas asiáticos en música, cine y televisión.
La ceremonia inaugural se llevó a cabo el 16 de noviembre de 2016 en el Salón de la Paz de la Universidad de Kyung Hee en Seúl y fue transmitida en vivo vía satélite para toda Asia.

## Ceremonias
| Edición | Año  | Fecha                   | Ciudad                 | Lugar                      | Presentador(es)          | Ref.  |
| ------- | ---- | ----------------------- | ---------------------- | -------------------------- | ------------------------ | ----- |
| 1.ª     | 2016 | 16 de noviembre de 2016 | Seúl, Corea del Sur    | Universidad de Kyung Hee   | Leeteuk y Lee Si-young   | [ 1 ] |
| 2.ª     | 2017 | 15 de noviembre de 2017 | Seúl, Corea del Sur    | Jamsil Students' Gymnasium | Leeteuk y Lee Tae-im     | [ 2 ] |
| 3.ª     | 2018 | 28 de noviembre de 2018 | Incheon, Corea del Sur | Namdong Gymnasium          | Leeteuk y Lee Sung-kyung | [ 3 ] |
| 4.ª     | 2019 | 26 de noviembre de 2019 | Hanói, Vietnam         | Estadio Nacional Mỹ Đình   | Leeteuk y Lim Ji-yeon    | [ 4 ] |
| 5.ª     | 2020 | 28 de noviembre de 2020 | Seúl, Corea del Sur    |                            | Leeteuk y Park Ju-hyun   | [ 5 ] |
| 6.ª     | 2021 | 2 de diciembre de 2021  | Seúl, Corea del Sur    | KBS Arena                  | Leeteuk y Jang Won-young | [ 6 ] |
| 7.ª     | 2022 | 13 de diciembre de 2022 | Nagoya, Japón          | Nippon Gaishi Hall         | Leeteuk y Jang Won-young | [ 7 ] |

## Ganadores

### Música
| (2016 - 2022)                                        | (2016 - 2022)                           | (2016 - 2022)                             | (2016 - 2022)                                                                | (2016 - 2022)                   | (2016 - 2022)                               | (2016 - 2022)                                          | (2016 - 2022)                                     |
| Premios                                              | 2016                                    | 2017                                      | 2018                                                                         | 2019                            | 2020                                        | 2021                                                   | 2022                                              |
| ---------------------------------------------------- | --------------------------------------- | ----------------------------------------- | ---------------------------------------------------------------------------- | ------------------------------- | ------------------------------------------- | ------------------------------------------------------ | ------------------------------------------------- |
| Gran premio (Daesang)                                | EXO                                     | EXO                                       | BTS                                                                          | Twice Got7 Seventeen Red Velvet | Twice Got7 NCT BTS Monsta X Lim Young-woong | Seventeen Stray Kids NCT 127 BTS Aespa Lim Young-woong | SEVENTEEN NewJeans Stray Kids IVE Lim Young-woong |
| Best Artist Award                                    | BTS Twice                               | Seventeen                                 | Twice Wanna One Seventeen                                                    | Zico                            | NCT 127 Mamamoo                             | BamBam Brave Girls Enhypen                             | Itzy The Boyz The Rampage                         |
| Best Icon Award                                      | BTS                                     | Crush Mamamoo Hwang Chi-yeul              | Monsta X Momoland                                                            | Seventeen Chungha               | Pentagon AB6IX                              | WOODZ                                                  | AleXa Verivery                                    |
| Popularity Award                                     | EXO                                     | EXO                                       | BTS                                                                          | Stray Kids Loona Kang Daniel    | BTS Twice Lim Young-woong                   | EXO Twice Lim Young-woong CL                           | BTS                                               |
| Rookie of the Year                                   | NCT 127 Blackpink                       | Wanna One Pristin Kard                    | The Boyz Stray Kids (G)I-dle Iz*One                                          | TXT AB6IX Itzy                  | Treasure Secret Number                      | Enhypen Aespa                                          | IVE NewJeans Le Sserafim                          |
| Choice Award                                         | Dynamic Duo                             | Just Jerk                                 | Snuper                                                                       | Momoland                        | The Boyz Itzy                               | Pentagon Golden Child Momoland                         | WJSN Chocome Kard Stray Kids Kep1er Pentagon      |
| Best Musician Award                                  |                                         |                                           | Zico IKON                                                                    | NU'EST                          | Song Ga-in Kang Daniel Iz*One               | Kang Daniel Itzy Astro Wonho The Boyz                  | Le Sserafim Peck Choi Ye-na Treasure NiziU        |
| Focus Award                                          |                                         |                                           | D-CRUNCH W24                                                                 | Loona Dongkiz                   | Oneus AleXa                                 | DKB Kingdom Blitzers                                   | Lapillus ATBO Trendz                              |
| Asia Celebrity                                       |                                         |                                           |                                                                              | Red Velvet NU'EST               | WayV Kang Daniel                            | BamBam The Boyz                                        | Itzy BE:FIRST Lyodra                              |
| Potential Award                                      |                                         |                                           |                                                                              | Kang Daniel Snuper              | Cravity Iz*One                              | T1419 AleXa                                            | Lightsum TFN Kingdom Billlie                      |
| Best Emotive Award                                   |                                         |                                           |                                                                              | Kang Daniel                     | (G)I-dle NCT Dream                          | Kwon Eunbi WJSN Chocome                                | Nmixx Cravity                                     |
| Best Producer Award                                  | Bang Si-hyuk                            |                                           | Pdogg                                                                        | Zico                            |                                             | Woozi                                                  | Seo Hyun-joo                                      |
| Fabulous Award                                       |                                         | EXO Super Junior                          | BTS Twice                                                                    |                                 |                                             | Seventeen                                              | Seventeen Lim Young-woong                         |
| New Wave Award                                       |                                         | Snuper Astro The Rampage from Exile Tribe | Kard Cosmic Girls Gugudan                                                    |                                 |                                             | StayC Weeekly                                          | Tempest Nmixx Kep1er                              |
| AAA Best Achievement                                 |                                         |                                           |                                                                              |                                 |                                             | NU'EST                                                 | Kwon Yu-ri                                        |
| Hot Trend Award                                      |                                         |                                           |                                                                              |                                 |                                             | Brave Girls Aespa                                      | IVE NiziU Lim Young-woong Seventeen               |
| DCM Popularity Award                                 |                                         |                                           |                                                                              |                                 |                                             |                                                        | Blackpink Lim Young-woong                         |
| Best Music Video Award                               |                                         |                                           |                                                                              |                                 | Stray Kids                                  | Everglow                                               |                                                   |
| Best History of Song                                 |                                         |                                           | Se7en                                                                        |                                 | Super Junior                                | 3JSB                                                   |                                                   |
| U+Idol Live Popularity Award                         |                                         |                                           |                                                                              |                                 |                                             | Blackpink BTS Lim Young-woong IU                       |                                                   |
| Best OST Award                                       | Gummy                                   | Ailee                                     |                                                                              |                                 |                                             | Lim Young-woong                                        |                                                   |
| AAA Groove                                           |                                         |                                           |                                                                              | (G)I-dle Stray Kids             | BigMan                                      |                                                        |                                                   |
| AAA Hot Issue Award                                  |                                         |                                           |                                                                              |                                 | Lim Young-woong Itzy                        |                                                        |                                                   |
| AAA Best of Best Starnews Choeaedol Popularity Award |                                         |                                           |                                                                              |                                 | BTS                                         |                                                        |                                                   |
| Best Pop Artist Award                                |                                         |                                           |                                                                              |                                 | MAX Anne-Marie                              |                                                        |                                                   |
| Best Social Award                                    |                                         |                                           |                                                                              | Twice Seventeen                 |                                             |                                                        |                                                   |
| Top of Kpop Record                                   |                                         |                                           |                                                                              | Super Junior                    |                                             |                                                        |                                                   |
| Dongnam Media & FPT Polytechnic Popularity           |                                         |                                           |                                                                              | Super Junior                    |                                             |                                                        |                                                   |
| Best K-Culture                                       |                                         |                                           |                                                                              | Got7                            |                                             |                                                        |                                                   |
| Best Vietnamese Artist                               |                                         |                                           |                                                                              | Bích Phương                     |                                             |                                                        |                                                   |
| Artist of the Year                                   |                                         |                                           | Zico Wanna One IKON Twice Seventeen Sunmi Monsta X Mamamoo Got7 NU'EST W BTS |                                 |                                             |                                                        |                                                   |
| Best Music Award                                     |                                         |                                           | NU'EST W Mamamoo Sunmi                                                       |                                 |                                             |                                                        |                                                   |
| Asia Hot Artist                                      |                                         |                                           | Wanna One                                                                    |                                 |                                             |                                                        |                                                   |
| Best Popular Award                                   |                                         |                                           | Got7                                                                         |                                 |                                             |                                                        |                                                   |
| Favorite Award                                       |                                         |                                           | Chungha                                                                      |                                 |                                             |                                                        |                                                   |
| Rising Award                                         |                                         |                                           | fromis_9 SF9                                                                 |                                 |                                             |                                                        |                                                   |
| Brilliant Award                                      |                                         |                                           | AOA                                                                          |                                 |                                             |                                                        |                                                   |
| Best Performance Director                            |                                         |                                           | Son Sung Deuk                                                                |                                 |                                             |                                                        |                                                   |
| Korean Tourism Appreciation Award                    |                                         |                                           | BTS                                                                          |                                 |                                             |                                                        |                                                   |
| Best Celebrity Award                                 | VIXX AOA                                | VIXX APink                                |                                                                              |                                 |                                             |                                                        |                                                   |
| Best Entertainer                                     | B.A.P Mamamoo                           | NU'EST W Monsta X Bolbbalgan4             |                                                                              |                                 |                                             |                                                        |                                                   |
| Best Star Award                                      | Seventeen Block B                       | Zico 7Senses                              |                                                                              |                                 |                                             |                                                        |                                                   |
| Rising Star Award                                    | Cosmic Girls Boys And Men Han Dong-geun | JBJ DIA Jeong Se-woon Gugudan Momoland    |                                                                              |                                 |                                             |                                                        |                                                   |
| Legend Award                                         |                                         | Super Junior                              |                                                                              |                                 |                                             |                                                        |                                                   |
| Samsung Pay Award                                    |                                         | Wanna One                                 |                                                                              |                                 |                                             |                                                        |                                                   |
| Asia Star Award                                      | EXO                                     |                                           |                                                                              |                                 |                                             |                                                        |                                                   |
| Baidu Star Award                                     | EXO                                     |                                           |                                                                              |                                 |                                             |                                                        |                                                   |

| (2023 - presente)                                    | (2023 - presente)                                                                                       | (2023 - presente)                                                                           | (2023 - presente) | (2023 - presente) | (2023 - presente) | (2023 - presente) | (2023 - presente) |
| Premios                                              | 2023 | 2024                                                                                        | 2025              | 2026              | 2027              | 2028              | 2029              |
| ---------------------------------------------------- | --- | ------------------------------------------------------------------------------------------- | ----------------- | ----------------- | ----------------- | ----------------- | ----------------- |
| Gran premio (Daesang)                                | NewJeans BSS Seventeen NewJeans Stray Kids Lim Young-woong                                              | NewJeans Le Sserafim Day6 Rosé & Bruno Mars NCT 127                                         |                   |                   |                   |                   |                   |
| Best Artist Award                                    | AKMU Itzy IVE Le Sserafim SB19 The Boyz                                                                 | Aespa BIBI BUS Day6 IVE Kiss of Life Le Sserafim NCT 127 NewJeans Suho TWS WayV Zerobaseone |                   |                   |                   |                   |                   |
| Best Icon Award                                      | Kep1er Nmixx Tempest                                                                                    | &Team                                                                                       |                   |                   |                   |                   |                   |
| Popularity Award                                     | Lim Young-woong Sakurazaka46                                                                            | Lim Young-woong NiziU                                                                       |                   |                   |                   |                   |                   |
| Rookie of the Year                                   | Zerobaseone                                                                                             | QWER TWS                                                                                    |                   |                   |                   |                   |                   |
| Choice Award                                         | &Team Ben&Ben BoyNextDoor DinDin Dreamcatcher Kim Jae-joong Lee Young-ji Lim Young-woong Nmixx NewJeans | Doyoung TEN                                                                                 |                   |                   |                   |                   |                   |
| Best Musician Award                                  | Kard Kwon Eun-bi Sakurazaka46 StayC Zerobaseone                                                         | BIBI Jimin Kiss of Life Zerobaseone                                                         |                   |                   |                   |                   |                   |
| Focus Award                                          | Hori7on Lun8                                                                                            | WHIB                                                                                        |                   |                   |                   |                   |                   |
| Asia Celebrity                                       | Jang Won-young Le Sserafim NewJeans                                                                     | Jang Won-young                                                                              |                   |                   |                   |                   |                   |
| Potential Award                                      | ATBO Lapillus Paul Blanco                                                                               | NCT Wish                                                                                    |                   |                   |                   |                   |                   |
| Best Emotive Award                                   | &Team BoyNextDoor Oneus                                                                                 |                                                                                             |                   |                   |                   |                   |                   |
| Best Producer Award                                  | Seo Hyun-joo                                                                                            | BUMZU                                                                                       |                   |                   |                   |                   |                   |
| Fabulous Award                                       | Lim Young-woong NewJeans Stray Kids                                                                     |                                                                                             |                   |                   |                   |                   |                   |
| New Wave Award                                       | Ash Island Kingdom Yao Chen                                                                             | BIBI                                                                                        |                   |                   |                   |                   |                   |
| Hot Trend Award                                      | Lim Young-woong NewJeans SB19                                                                           |                                                                                             |                   |                   |                   |                   |                   |
| Best Creator Award                                   | 3Racha                                                                                                  | Seo Hyun-joo                                                                                |                   |                   |                   |                   |                   |
| Best Performance Award                               | Le Sserafim                                                                                             | NewJeans                                                                                    |                   |                   |                   |                   |                   |
| Top of Kpop Record                                   | Kim Jae-joong                                                                                           | Stray Kids Seventeen Jungkook                                                               |                   |                   |                   |                   |                   |
| Best Band Award                                      | | Day6                                                                                        |                   |                   |                   |                   |                   |
| Best Music Video Award                               | | Le Sserafim                                                                                 |                   |                   |                   |                   |                   |
| Best OST Award                                       | | Eclipse                                                                                     |                   |                   |                   |                   |                   |
| Queen of AAA                                         | | Jang Won-young                                                                              |                   |                   |                   |                   |                   |
| AAA Best Achievement                                 | |                                                                                             |                   |                   |                   |                   |                   |
| DCM Popularity Award                                 | |                                                                                             |                   |                   |                   |                   |                   |
| Best History of Song                                 | |                                                                                             |                   |                   |                   |                   |                   |
| U+Idol Live Popularity Award                         | |                                                                                             |                   |                   |                   |                   |                   |
| AAA Groove                                           | |                                                                                             |                   |                   |                   |                   |                   |
| AAA Hot Issue Award                                  | |                                                                                             |                   |                   |                   |                   |                   |
| AAA Best of Best Starnews Choeaedol Popularity Award | |                                                                                             |                   |                   |                   |                   |                   |
| Best Pop Artist Award                                | |                                                                                             |                   |                   |                   |                   |                   |
| Best Social Award                                    | |                                                                                             |                   |                   |                   |                   |                   |
| Dongnam Media & FPT Polytechnic Popularity           | |                                                                                             |                   |                   |                   |                   |                   |
| Best K-Culture                                       | |                                                                                             |                   |                   |                   |                   |                   |
| Best Vietnamese Artist                               | |                                                                                             |                   |                   |                   |                   |                   |
| Artist of the Year                                   | |                                                                                             |                   |                   |                   |                   |                   |
| Best Music Award                                     | |                                                                                             |                   |                   |                   |                   |                   |
| Asia Hot Artist                                      | |                                                                                             |                   |                   |                   |                   |                   |
| Best Popular Award                                   | |                                                                                             |                   |                   |                   |                   |                   |
| Favorite Award                                       | |                                                                                             |                   |                   |                   |                   |                   |
| Rising Award                                         | |                                                                                             |                   |                   |                   |                   |                   |
| Brilliant Award                                      | |                                                                                             |                   |                   |                   |                   |                   |
| Best Performance Director                            | |                                                                                             |                   |                   |                   |                   |                   |
| Korean Tourism Appreciation Award                    | |                                                                                             |                   |                   |                   |                   |                   |
| Best Celebrity Award                                 | |                                                                                             |                   |                   |                   |                   |                   |
| Best Entertainer                                     | |                                                                                             |                   |                   |                   |                   |                   |
| Best Star Award                                      | |                                                                                             |                   |                   |                   |                   |                   |
| Rising Star Award                                    | |                                                                                             |                   |                   |                   |                   |                   |
| Legend Award                                         | |                                                                                             |                   |                   |                   |                   |                   |
| Samsung Pay Award                                    | |                                                                                             |                   |                   |                   |                   |                   |
| Asia Star Award                                      | |                                                                                             |                   |                   |                   |                   |                   |
| Baidu Star Award                                     | |                                                                                             |                   |                   |                   |                   |                   |

### Cine y televisión
| (2016 - 2022)                              | (2016 - 2022)                            | (2016 - 2022)                               | (2016 - 2022) | (2016 - 2022)                | (2016 - 2022)               | (2016 - 2022)                           | (2016 - 2022)                                |
| Premios                                    | 2016                                     | 2017                                        | 2018 | 2019                         | 2020                        | 2021                                    | 2022                                         |
| ------------------------------------------ | ---------------------------------------- | ------------------------------------------- | --- | ---------------------------- | --------------------------- | --------------------------------------- | -------------------------------------------- |
| Gran premio (Daesang)                      | Cho Jin-woong                            | Kim Hee-sun                                 | Lee Byung Hun | Jang Dong-gun                | Kim Soo-hyun Lee Jung-jae   | Lee Jung-jae Lee Seung-gi Yoo Ah-in     | Lee Jun-ho                                   |
| Best Artist Award                          | Park Hae-jin Park Shin-hye               | Namkoong Min Park Hae-jin Yoona             | Ha Jung-woo | Park Min-young Yoona         | Lee Joon-gi Seo Ye-ji       | Jeon Yeo-been Han So-hee                | Han So-hee Seo In-guk Park Min-young         |
| Best Icon Award                            | Kim Yoo-jung                             | Seo Kang-joon                               | Choi Tae-joon Kim Myung-soo                                                                                           | Jung Hae-in Choi Si-won      | Lee Joo-young               | Ryu Kyung-soo                           | Im Jae-hyuk                                  |
| Popularity Award                           | Baekhyun Yoona                           | D.O. Yoona                                  | Sehun IU |                              | Park Jin-young Song Ji-hyo  | Kim Seon-ho Song Ji-hyo                 | Kim Seon-ho                                  |
| Rookie of the Year                         | Ryu Jun Yeol Kwak Si-yang Sung Hoon Nana | Ahn Hyo-seop Jung Chae-yeon                 | Kim Da-mi Jang Ki-yong                                                                                                | Ong Seong-wu                 | Han So-hee Lee Jae-wook     | Lee Do-hyun                             | Kang Daniel Seo Bum-june                     |
| Choice Award                               | Sung Hoon Lee Si-young                   | Min Hyo-rin Lee Tae-im Kent Tsai            | Jasper Liu Kwak Si-yang Jung Jin-young                                                                                | Lee Jung-eun Ahn Hyo-seop    | Ahn Bo-hyun Park Ju-hyun    | Lee Jun-young Joo Suk-tae               | Kim Seon-ho                                  |
| Best Actor Award                           |                                          |                                             | Ju Ji-hoon Yoo Yeon-seok IU                                                                                           | Ji Chang-wook                | Ahn Hyo-seop Lee Sung-kyung | Park Joo-mi Heo Sung-tae Kim Joo-ryoung | Lee Jae-wook Sejeong Jun Kwon Yu-ri          |
| Best Emotive Award                         |                                          |                                             | Jung Hae-in Lee Jun-ho Lee Sung-kyung                                                                                 | Lim Ji-yeon                  | Ahn Bo-hyun Kim Seon-ho     | Moon Ga-young Cha Eun-woo               | Na In-woo                                    |
| Focus Award                                |                                          |                                             | Kim Yong-ji Jin Ju-hyung Shin Hyun-soo                                                                                | Lee Jung-eun                 | Ahn Eun-jin                 | Doyoung Park Geon-il                    | Haknyeon                                     |
| Asia Celebrity                             |                                          |                                             | | Ji Chang-wook Park Min-young | Lee Joon-gi                 | Yoo Ah-in Bright Vachirawit Win Metawin | Kim Seon-ho Kwon Yu-ri PP Billkin            |
| Potential Award                            |                                          |                                             | | Jung Hae-in                  | Park Jin-young Kim Hye-yoon | Hwang Min-hyun                          | Kang Daniel                                  |
| AAA Scene Stealer                          |                                          |                                             | | Lee Jung-eun Lee Kwang-soo   | Kim Min-jae                 | Cha Ji-yeon                             | Ryu Kyung-soo                                |
| Best Acting Award                          |                                          |                                             | |                              | Lee Joon-hyuk Jeon Mi-do    | Kwon Yu-ri Sung Hoon Takumi Kitamura    | Bona Kim Yong-dae Hwang Min-hyun Choi Si-won |
| New Wave Award                             |                                          | Choi Tae-joon Gong Seung-yeon Shin Hyun-soo | Kim Seol-hyun |                              |                             | Na In-woo                               | Hwang Min-hyun Choi Si-won                   |
| Hot Trend Award                            |                                          |                                             | Jung Hae-in Yoona |                              |                             | Lee Jung-jae                            | Lee Jun-ho Park Min-young                    |
| DCM Popularity Award                       |                                          |                                             | |                              |                             |                                         | Sejeong Kim Seon-ho                          |
| U+Idol Live Popularity Award               |                                          |                                             | |                              |                             | Jung Ho-yeon Kim Seon-ho                |                                              |
| Best Creator Award                         |                                          | Shin Won-ho (Reply)                         | Won Dong-yeon |                              |                             | Brave Brothers                          |                                              |
| Fabulous Award                             |                                          | Park Seo-joon Lee Joon-gi                   | Lee Byung Hun Ha Jung-woo                                                                                             |                              |                             | Lee Jung-jae                            |                                              |
| AAA Hot Issue Award                        |                                          |                                             | |                              | Kim Soo-hyun Seo Ye-ji      |                                         |                                              |
| Best Social Award                          |                                          |                                             | | Yoona                        |                             |                                         |                                              |
| AAA Best K-Culture                         |                                          |                                             | | Lee Kwang-soo                |                             |                                         |                                              |
| Dongnam Media & FPT Polytechnic Popularity |                                          |                                             | | Oh Se-hun Song Ji-hyo        |                             |                                         |                                              |
| Best Vietnamese Artist                     |                                          |                                             | | Quốc Trường Bảo Thanh        |                             |                                         |                                              |
| Best Celebrity Award                       | Jin Goo Namkoong Min Kim Ji Won          | Lee Jun-ho Park Min-young                   | Suzy |                              |                             |                                         |                                              |
| Artist of the Year                         |                                          |                                             | Lee Sung-kyung Lee Jun-ho Ryu Jun Yeol IU Jung Hae-in Lee Seung-gi Ju Ji-hoon Yoo Yeon-seok Ha Jung-woo Lee Byung Hun |                              |                             |                                         |                                              |
| Best Popular Award                         |                                          |                                             | Ryu Jun Yeol Lee Seung-gi                                                                                             |                              |                             |                                         |                                              |
| Eco Creator Award                          |                                          |                                             | Park Hae-jin |                              |                             |                                         |                                              |
| Brilliant Award                            |                                          |                                             | Choi Min-ho Lee Da-hee                                                                                                |                              |                             |                                         |                                              |
| Asia Hot Artist                            |                                          |                                             | IU |                              |                             |                                         |                                              |
| Favorite Award                             |                                          |                                             | Sung Hoon |                              |                             |                                         |                                              |
| Rising Award                               |                                          |                                             | Cha Eun-woo Jung In-sun                                                                                               |                              |                             |                                         |                                              |
| Korean Tourism Appreciation Award          |                                          |                                             | Lee Byung Hun |                              |                             |                                         |                                              |
| Asia Star Award                            | Park Bo-gum Yoona                        | Suzy                                        | |                              |                             |                                         |                                              |
| Best Star Award                            | Park Bo-gum Suzy                         | Park Seo-joon Ryu Jun Yeol                  | |                              |                             |                                         |                                              |
| Best Entertainer                           | Seo Kang-joon Nam Ji-hyun                | Sung Hoon Kim Tae-ri                        | |                              |                             |                                         |                                              |
| Rising Star Award                          | Park Hye-su Shin Hyun-soo Chi Pu         | Kang Tae-oh Ji Soo Seo Eun-soo              | |                              |                             |                                         |                                              |
| Asia Icon                                  |                                          | Park Shin-hye                               | |                              |                             |                                         |                                              |
| Best Welcome Award                         |                                          | Lee Seung-gi                                | |                              |                             |                                         |                                              |

| (2023 - presente)                          | (2023 - presente)                                                     | (2023 - presente)                                                                                          | (2023 - presente) | (2023 - presente) | (2023 - presente) | (2023 - presente) | (2023 - presente) |
| Premios                                    | 2023                                                                  | 2024 | 2025              | 2026              | 2027              | 2028              | 2029              |
| ------------------------------------------ | --------------------------------------------------------------------- | --- | ----------------- | ----------------- | ----------------- | ----------------- | ----------------- |
| Gran premio (Daesang)                      | Lee Jun-ho                                                            | Byeon Woo-seok Park Min-young Kim Soo-hyun                                                                 |                   |                   |                   |                   |                   |
| Best Artist Award                          | Kentarō Sakaguchi Kim Ji-hoon Kim Seon-ho                             | Ahn Bo-hyun Ryu Jun Yeol Joo Won Kim Soo-hyun Park Min-young Byeon Woo-seok Kentarō Sakaguchi Kim Hye-yoon |                   |                   |                   |                   |                   |
| Best Icon Award                            | Cha Joo-young                                                         | |                   |                   |                   |                   |                   |
| Popularity Award                           | Lee Jun-ho Kim Se-jeong                                               | Byeon Woo-seok Kim Hye-yoon                                                                                |                   |                   |                   |                   |                   |
| Rookie of the Year                         | Lee Eun-saem Moon Sang-min                                            | Jang Da Ah                                                                                                 |                   |                   |                   |                   |                   |
| Choice Award                               | Kang Daniel                                                           | Jo Yu-ri                                                                                                   |                   |                   |                   |                   |                   |
| Best Actor Award                           | Ahn Hyo-seop Kim Se-jeong Lee Dong-hwi Lee Joon-hyuk Melai Cantiveros | Suho Kim Hye-yoon                                                                                          |                   |                   |                   |                   |                   |
| Best Emotive Award                         | Suho                                                                  | Jo Yu-ri Tony Yu                                                                                           |                   |                   |                   |                   |                   |
| Focus Award                                | Younghoon Ahn Dong-goo                                                | |                   |                   |                   |                   |                   |
| Asia Celebrity                             | Kentarō Sakaguchi Kim Seon-ho                                         | Byeon Woo-seok                                                                                             |                   |                   |                   |                   |                   |
| Potential Award                            | Yoo Seon-ho                                                           | Choi Bo-min                                                                                                |                   |                   |                   |                   |                   |
| Scene Stealer Award                        | Jung Sung-il                                                          | Kim Min |                   |                   |                   |                   |                   |
| Best Acting Performance Award              | Kim Young-dae Lee Jun-young Moon Ga-young Suho                        | |                   |                   |                   |                   |                   |
| New Wave Award                             | Park Jae-chan                                                         | |                   |                   |                   |                   |                   |
| Hot Trend Award                            | Ahn Hyo-seop Lee Jun-ho                                               | Kim Soo-hyun                                                                                               |                   |                   |                   |                   |                   |
| Fabulous Award                             | Daniel Padilla Kathryn Bernardo                                       | Kim Soo-hyun                                                                                               |                   |                   |                   |                   |                   |
| Asia Star Award                            |                                                                       | Kentarō Sakaguchi                                                                                          |                   |                   |                   |                   |                   |
| Thai Star Award                            |                                                                       | Norawit Titicharoenrak Nattawat Jirochtikul                                                                |                   |                   |                   |                   |                   |
| Best Couple Award                          |                                                                       | Byeon Woo-seok Kim Hye-yoon                                                                                |                   |                   |                   |                   |                   |
| DCM Popularity Award                       |                                                                       | |                   |                   |                   |                   |                   |
| U+Idol Live Popularity Award               |                                                                       | |                   |                   |                   |                   |                   |
| Best Creator Award                         |                                                                       | |                   |                   |                   |                   |                   |
| AAA Hot Issue Award                        |                                                                       | |                   |                   |                   |                   |                   |
| Best Social Award                          |                                                                       | |                   |                   |                   |                   |                   |
| AAA Best K-Culture                         |                                                                       | |                   |                   |                   |                   |                   |
| Dongnam Media & FPT Polytechnic Popularity |                                                                       | |                   |                   |                   |                   |                   |
| Best Vietnamese Artist                     |                                                                       | |                   |                   |                   |                   |                   |
| Best Celebrity Award                       |                                                                       | |                   |                   |                   |                   |                   |
| Artist of the Year                         |                                                                       | |                   |                   |                   |                   |                   |
| Best Popular Award                         |                                                                       | |                   |                   |                   |                   |                   |
| Eco Creator Award                          |                                                                       | |                   |                   |                   |                   |                   |
| Brilliant Award                            |                                                                       | |                   |                   |                   |                   |                   |
| Asia Hot Artist                            |                                                                       | |                   |                   |                   |                   |                   |
| Favorite Award                             |                                                                       | |                   |                   |                   |                   |                   |
| Rising Award                               |                                                                       | |                   |                   |                   |                   |                   |
| Korean Tourism Appreciation Award          |                                                                       | |                   |                   |                   |                   |                   |
| Best Star Award                            |                                                                       | |                   |                   |                   |                   |                   |
| Best Entertainer                           |                                                                       | |                   |                   |                   |                   |                   |
| Rising Star Award                          |                                                                       | |                   |                   |                   |                   |                   |
| Asia Icon                                  |                                                                       | |                   |                   |                   |                   |                   |
| Best Welcome Award                         |                                                                       | |                   |                   |                   |                   |                   |

## Artistas más ganadores
Actualizado a la versión 2024.
| Lugar | Artista                   | Premios |
| ----- | ------------------------- | ------- |
| 1.º   | Seventeen Lim Young-woong | 15      |
| 2.º   | BTS                       | 13      |
| 3.º   | Kim Seon-ho NewJeans      | 11      |
| 4.º   | Stray Kids                | 10      |
| 5.º   | EXO Twice Kang Daniel     | 9       |
| 6.º   | Lee Jun-ho Le Sserafim    | 8       |
| 7.º   | Yoona Itzy Park Min-young | 7       |
| 8.º   | The Boyz                  | 6       |